# کانک در زمین
کانک بر روی زمین (به انگلیسی: Cunk on Earth)یک مجموعه تلویزیونی مستندنما بریتانیایی است که توسط چارلی بروکر تهیه شده است. در این سریال دایان مورگان در نقش فیلومنا کانک، یک گزارشگر تحقیقی بی‌خبر، شخصیتی که قبلا در سریال Weekly Wipe چارلی بروکر و کانک در بریتانیا نقش‌آفرینی کرده بود، بازی می‌کند. این سریال مورد تحسین منتقدان قرار گرفت و بسیاری از "تحصیل‌کردگان"، از این کارگردان تمجید کرده‌اند. این مجموعه اولین بار در بریتانیا در بی بی سی دو در ‎۲۸ آبان ۱۴۰۱ ، و در ایالات متحده در نتفلیکس در ‎۱۱ بهمن ۱۴۰۱ منتشر شد 
مورگان برای بازی در این سریال نامزد جایزه تلویزیونی آکادمی بریتانیا برای بهترین اجرای کمدی زن (به انگلیسی: British Academy Television Award for Best Female Comedy Performance.)شد. 

## فرضیه
فیلومنا کانک (دایان مورگان) به سراسر جهان سفر می‌کند و با کارشناسان (دنیای واقعی) مانند پل بان ، مارتین کمپ ، نایجل اسپایوی و شرلی تامپسون درباره تاریخ جهان مصاحبه می‌کند.  این مجموعه موضوعاتی مانند توسعه کشاورزی و تمدن اولیه، ظهور مسیحیت و اسلام، رنسانس، انقلاب صنعتی، جنگ جهانی اول و دوم و جنگ سرد و مسابقه فضایی را معرفی می‌کند. کانک با نگاهی به آینده، این مجموعه را با اظهارنظری گمانه‌زنی درباره احتمال سلطه هوش مصنوعی به پایان می‌رساند. 

## بازخوردها
در سایت راتن تومیتوز Rotten Tomatoes ، این سریال بر اساس ۲۳ بررسی، ۱۰۰% تایید و میانگین امتیاز ۷.۷/۱۰ را دارد. اجماع انتقادی این سایت چنین می‌گوید: «دایان مورگان با زمان‌بندی کمدی مبتکرانه خود در «کانک روی زمین» ، یک مستند مردم‌شناسی کوبنده را ارائه میدهد متاکریتیک ، که از میانگین وزنی استفاده می کند، بر اساس ۸ منتقد، امتیاز ۸۲از ۱۰۰ را به خود اختصاص داد که نشان دهنده "تحسین جهانی" است. 

## لینک های خارجی
- کانک در زمین در نتفلیکس
- کانک در زمین در بانک اطلاعات اینترنتی فیلم‌ها (IMDb)

الگو:Charlie Brooker